# Bandera de Castellcir
La bandera oficial de Castellcir té la següent descripció:
Bandera apaïsada, de proporcions dos d'alt per tres de llarg, groga, amb una bordura de vuit peces de color blau clar, de gruix 1/18 de l'alçària del drap; les dels angles, d'alçària 1/4 de la del mateix drap i llargària 1/6 de la del drap; les centrades a les vores superior i inferior, de llargària 1/4; les centrades a les vores de l'asta i del vol, quadrades, i amb el castell obert, blau clar, de l'escut, d'alçària 1/2 de la del drap i amplària 7/24 de la llargària del mateix drap, al centre.
Va ser aprovada el 24 de juliol de 2002 i publicada en el DOGC el 8 d'agost del mateix any amb el número 3695.